# Districte de Kohistan (Pakistan)
El districte de Kohistan (کوہستان, en persa "Terra de muntanyes") és una divisió administrativa de la província de la Frontera del Nord-oest al Pakistan amb una superfície de 7.492 km² i població de 472.570 habitants (cens del 1998). En cap cas correspon a l'antiga regió musulmana de Kuhistan que anava entre la frontera de Caixmir i el Nuristan a l'oest de l'Afganistan.

## Administració
Kohistan està dividit en tres tehsils:
- Palas
- Pattan
- Dassu

La capital és Dassu.

## Geografia
El territori està poc poblat i en zona sísmica. Hi ha jungles verdes, prats i rius i sobretot grans muntanyes que fan que el territori s'assembli a les terres altes d'Escòcia. El riu Indus divideix el districte en dues parts que són anomenades com Indus Kohistan (a l'est) i Swat Kohistan a l'oest. La carretera de Karakoram travessa el Kohistan en el seu camí cap a Gilgit. En aquesta zona les poblacions a la carretera del Karakoram sovint estan per sota dels 600 metres. El districte és dels més aïllats tant del grup de la divisió d'Hazara de la que va ser part fins al 2000 com de tota la província; a l'oest hi ha les valls de Swat, Chilas, Darial i Tangir i al l'est i sud les valls de Naran, Kaghan i Alai. Està connectat amb Dir (ciutat) pel coll de Badawi. Al districte hi ha l'Hindu Kush, el Karakoram i el sistema de l'Himàlaia, el que fa que la flora i fauna sigui abundant i variada amb exemplars únic com el tragopan occidental (un faisà) o la pantera de les neus.

## Població
El grup principal són els shines (els habitants de la regió s'anomenen a si mateix shina (xina) de l'Hindu Kush i estan emparentats amb els dards), però hi altres grups (kohistani, trowalis, i una minoria de parlants de l'hindi) i tribus paixtus com els swatis. La majoria són musulmans sunnites però amb minories xiïtes i ismaïlites.